# 7限目のフルール
7限目のフルール（ななげんめのフルール）は、長野県佐久市に所在する佐久長聖高等学校のパフォーミングアーツコースに在籍する生徒によって結成された日本の女性アイドルグループである。
グループの公式略称は「ナナフル」「7フル」の2つがある。
2023年度に同コースが開設され、それに伴い、本グループが結成された。現役高校生として通常授業を受けながら、課外活動として平日放課後のレッスンや週末のライブ活動を行っているライブアイドルであり、後述するように単なる「アイドル部」とも一般的なアイドルグループとも異なる特徴を持つ。
活動範囲は、地元の長野県はもとより、東京都などの首都圏を中心に、日本全国となってはいるが、2025年時点では、東北地方以北や近畿地方以西での活動は未実施の状態である。

## 来歴
佐久長聖高等学校は2023年度より、KeyHolderグループの総合エンタメ企業allfuz（オルファス）が監修する「パフォーミングアーツコース」を新設することとなった。同コースは芸能人やアーティストになる夢をサポートするためのカリキュラムを用意したいわゆる芸能コースであり、さらに実質的には「アイドル育成コース」となっている。
2023年4月に1期生として入学した岡澤唯、片岡和、勝見奏花、高柳咲彩、竹内花春、丸山心優の6人によりアイドルグループ「7限目のフルール」が結成された。
2023年8月10日、長野CLUB JUNK BOXで開催したライブでステージデビュー。デビューライブは完売となり約300名を動員した。デビュー曲「青に咲くシンフォニー」はNBS長野放送「土曜はこれダネッ！」のエンディング曲に採用された。
2024年4月3日をもって丸山心優が脱退。同4月には2期生として大野田咲穂、小倉早絢、沢柳真生、清水埜乃椛、宮下裕萌の5名が入学・加入し10人組となった。
2024年11月、当初の想定よりも生徒の人数が集まらなかったことを理由としてパフォーミングアーツコースの2025年度の募集を停止することが発表され、翌2025年4月には新メンバーは加入していない。2026年度以降に募集を再開するかどうかについては、未定となっている。

## 特徴
メンバーの在籍期間は高校在学中の3年間だけと設定されている。
同じ学校に通う現役高校生メンバーによるアイドルグループであるということから、「ラブライブ!」シリーズに登場する「スクールアイドル」になぞらえて「リアルスクールアイドル」と称されることがある。
グループ名について、「7限目」は6限目まで一般生と同じ授業を受け放課後（=7限目）からダンスやボイストレーニングなどの活動をすることに由来し、「フルール」には「3年間という限られた時間の中で、大きな花を咲かせたい（フルールはフランス語で「花」の意）」という願いが込められている。
佐久長聖高等学校パフォーミングアーツコースのシステムは「アイドルエリートを生み出すためのコースではなく、あくまでもアイドル活動を通してさまざまな可能性を探る」というものである。平日は通常授業とダンスやボーカルのレッスン、土日は東京都内を中心とする会場でライブイベントに出演している。長野県のローカルアイドルとしてだけではなく都内を筆頭に全国で活動する理由について、allfuzは「他のアイドルが行う活動をリアルに実践してもらい、グループとして経験値を上げていく意図」としている。
レッスンやライブ活動は課外活動であり卒業要件となる単位取得には影響しない。通常の部活動と異なるのは、民間企業であるallfuzがレッスンやブッキングなどの運営に参与しプロ・ビジネス的側面を担っている点である。他方で、ライブ等で得た収益は全てレッスン費、人件費、制作費などの活動予算に充てられ、メンバーによる自己負担は一切ないが、その代わり売り上げがメンバー個人には還元されないという点が一般的なアイドルとは異なる。

## メンバー
メンバーは長野県出身者で構成されている。
| 期    | 入学      | 名前       | よみ              | ニックネーム | 出身   | 誕生日                 | 身長     | 備考 |
| ----- | --------- | ---------- | ----------------- | ------------ | ------ | ---------------------- | -------- | ---- |
| 1期生 | 2023年4月 | 岡澤唯     | おかざわ ゆい     | ゆいぽん     | 佐久市 | 2007年9月16日（17歳）  | 152.4 cm |      |
| 1期生 | 2023年4月 | 片岡和     | かたおか にこ     | にこちゃん   | 長野市 | 2007年10月14日（17歳） | 165.9 cm |      |
| 1期生 | 2023年4月 | 勝見奏花   | かつみ そな       | そなりん     | 飯田市 | 2008年3月22日（17歳）  | 170 cm   |      |
| 1期生 | 2023年4月 | 竹内花春   | たけうち はる     | はるにゃん   | 佐久市 | 2008年2月7日（17歳）   | 156.5 cm |      |
| 1期生 | 2023年4月 | 高柳咲彩   | たかやなぎ さあや | さやぴ       | 中川村 | 2008年2月15日（17歳）  | 154 cm   |      |
| 2期生 | 2024年4月 | 大野田咲穂 | おおのだ さほ     | さほてぃー   | 佐久市 | 2008年10月3日（16歳）  | 162.5 cm |      |
| 2期生 | 2024年4月 | 小倉早絢   | おぐら さあや     | おぐちゃん   | 佐久市 | 2009年2月7日（16歳）   | 160.5 cm |      |
| 2期生 | 2024年4月 | 沢柳真生   | さわやなぎ まお   | まおたん     | 飯田市 | 2009年3月13日（16歳）  | 160.7 cm |      |
| 2期生 | 2024年4月 | 清水埜乃椛 | しみず ののか     | のの         | 小諸市 | 2008年6月29日（17歳）  | 167 cm   |      |
| 2期生 | 2024年4月 | 宮下裕萌   | みやした ゆめ     | ゆめち       | 立科町 | 2009年3月17日（16歳）  | 155.3 cm |      |

## 作品

### オリジナル曲
| No. | タイトル                         | リリース       | 作曲                                       | 作詞                    | 備考                                                |
| --- | -------------------------------- | -------------- | ------------------------------------------ | ----------------------- | --------------------------------------------------- |
| 1   | 青に咲くシンフォニー             | 2023年8月1日   | 曽木琢磨                                   | 藤原優樹                | 長野放送（NBS）「土曜はこれダネッ！」エンディング曲 |
| 2   | 君はフルール                     | 2023年8月18日  | FUJI/サイトウリョースケ（Relic Lyric,inc） | FUJI（Relic Lyric,inc） |                                                     |
| 3   | 夢色の明日へ                     | 2023年12月8日  | 金崎真士（SUPA LOVE）                      | 藤原優樹（SUPA LOVE）   |                                                     |
| 4   | あの日のメロディーのように       | 2024年3月6日   | 宮崎まゆ（SUPA LOVE）                      | 宮崎まゆ（SUPA LOVE）   |                                                     |
| 5   | 風を受けて舞い上がれ             | 2024年8月1日   | 金崎真士（SUPA LOVE）                      | 藤原優樹（SUPA LOVE）   |                                                     |
| 6   | きらめく大空に虹をかけて         | 2024年9月12日  | 庄司夏葵（SUPA LOVE）                      | 藤原優樹（SUPA LOVE）   |                                                     |
| 7   | てぃんとん                       | 2024年12月18日 | 賀佐泰洋（SUPA LOVE）                      | 藤原優樹（SUPA LOVE）   |                                                     |
| 8   | まっさらアオハルセンセーション！ | 2025年4月14日  | トミタカズキ（SUPA LOVE）                  | 藤原優樹（SUPA LOVE）   |                                                     |
| 9   | キミはたからもの                 | 2025年8月17日  | 若月佑美                                   | 松原憲                  |                                                     |

### カバー曲
ライブでは、オリジナル曲のほかにカバー曲が披露されることがある。
- 輝きだして走ってく（サンボマスター）
- 突然（FIELD OF VIEW）
- 自分革命（Fullfull Pocket）

## 出演

### テレビ番組
- ずくだせテレビ[13]（SBC信越放送、2023年4月19日）
- SAKUいち[14]（佐久ケーブルテレビ、2023年8月7日）
- 駅テレマルシェ（レギュラー出演）[15]（abn長野朝日放送、2024年4月6日 - ）